# Soham
Soham – miasto i civil parish w Wielkiej Brytanii, w Anglii, w hrabstwie Cambridgeshire, w dystrykcie East Cambridgeshire. W 2011 roku civil parish liczyła 10 860 mieszkańców. Soham jest wspomniana w Domesday Book (1086) jako Saham.